# Forêt de feuillus d'Europe et d'Asie occidentale
La forêt de feuillus d'Europe et d'Asie est une variété de forêt tempérée.
Cette forêt se situe dans les régions où la saison végétative (dès que la température est supérieure à 5 °C) est longue ce qui autorise la feuillaison annuelle, mais la floraison et la fructification sont plus irrégulières.
C'est une forêt stratifiée avec un étage arborescent de chênes, de hêtres et de charmes. L'étage arbustif comprend le houx, le noisetier, ... La strate herbacée est fournie, ce qui en fait une « forêt fleurie ». L'action de l'homme peut favoriser une espèce (en particulier le châtaignier) et conduit à des formations monospécifiques. L'aspect varie au cours des saisons avec la pousse du feuillage et un tapis fleuri au printemps, mais le jaunissement et la chute du feuillage en automne.
En fonction des arbres dominants, on distingue diverses formations :

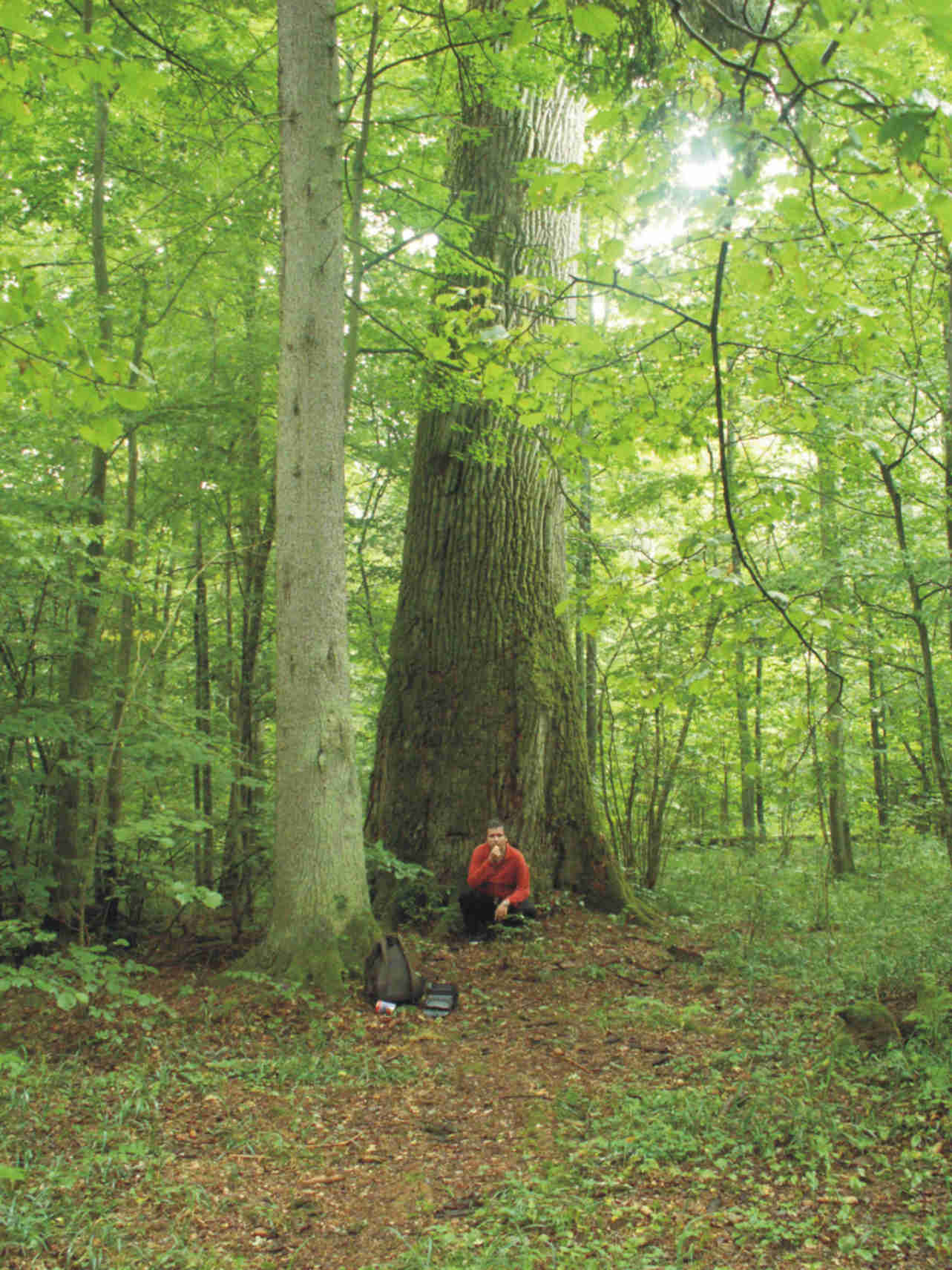
Chênaie avec les différentes strates

- la chênaie-charmaie, installée sur les substrats limoneux et argilo-limoneux. Les sols ont un pH neutre ou légèrement acide. Ce sont les sols bruns où les horizons superficiels sont peu gorgés d'eau et où l'humus est de bonne qualité. La strate arborée est composée de chênes pédonculés (Quercus robur), de charmes (Carpinus betulus), de tilleuls (Tilia spp.) et  d'érables sycomores (Acer pseudoplatanus). La strate arbustive est formée par les sujets jeunes des espèces ci-dessus auxquelles s'ajoutent le sureau (Sambucus nigra), le noisetier (Corylus avellana)...La strate herbacée est formée de plantes qui profitent de la  luminosité printanière : anémone sylvie (Anemone nemorosa), les primevères (Primula), les renoncules, le sceau de Salomon (Polygonatum), les arums (Arum maculatum), la jacinthe des bois (Hyacinthoides non-scripta subsp. non-scripta), ...
- La chênaie-hêtraie (ou chênaie sessiliflore silicicole) se développe dans les régions les plus humides du climat océanique tempéré, sur substrats sableux ou d'argile à silex. Les sols sont acides (pH 4 à 5,5). Les étés frais et les hivers doux favorisent le lessivage continuel du sol. Les coupes d'arbres répétées peuvent aboutir à la podzolisation et à l'apparition de la lande atlantique. La strate arborée est composée du chêne sessile (Quercus petraea), du hêtre (Fagus sylvatica) très abondant. L'étage arbustif comporte la bourdaine (Rhamnus frangula), le houx (Ilex aquifolium), le bouleau (Betula pubescens). La strate herbacée comprend beaucoup de plantes acidophiles : la callune (Calluna vulgaris), l'ajonc (Ulex europaeus), la myrtille (Vaccinium myrtillus), la fougère aigle (Pteridium aquilinum), la germandrée (Teucrium scorodonia), la potentille (Potentilla), ...
- Les hêtraies. Le hêtre y est dominant, on le trouve en plaine mélangé aux chênes, mais dans les montagnes il se mêle aux conifères ; il est abondant au sommet des Vosges, du Harz ou du massif schisteux rhénan. L'humus à minéralisation lente et le feuillage précoce réduisent la composition floristique de la strate herbacée.

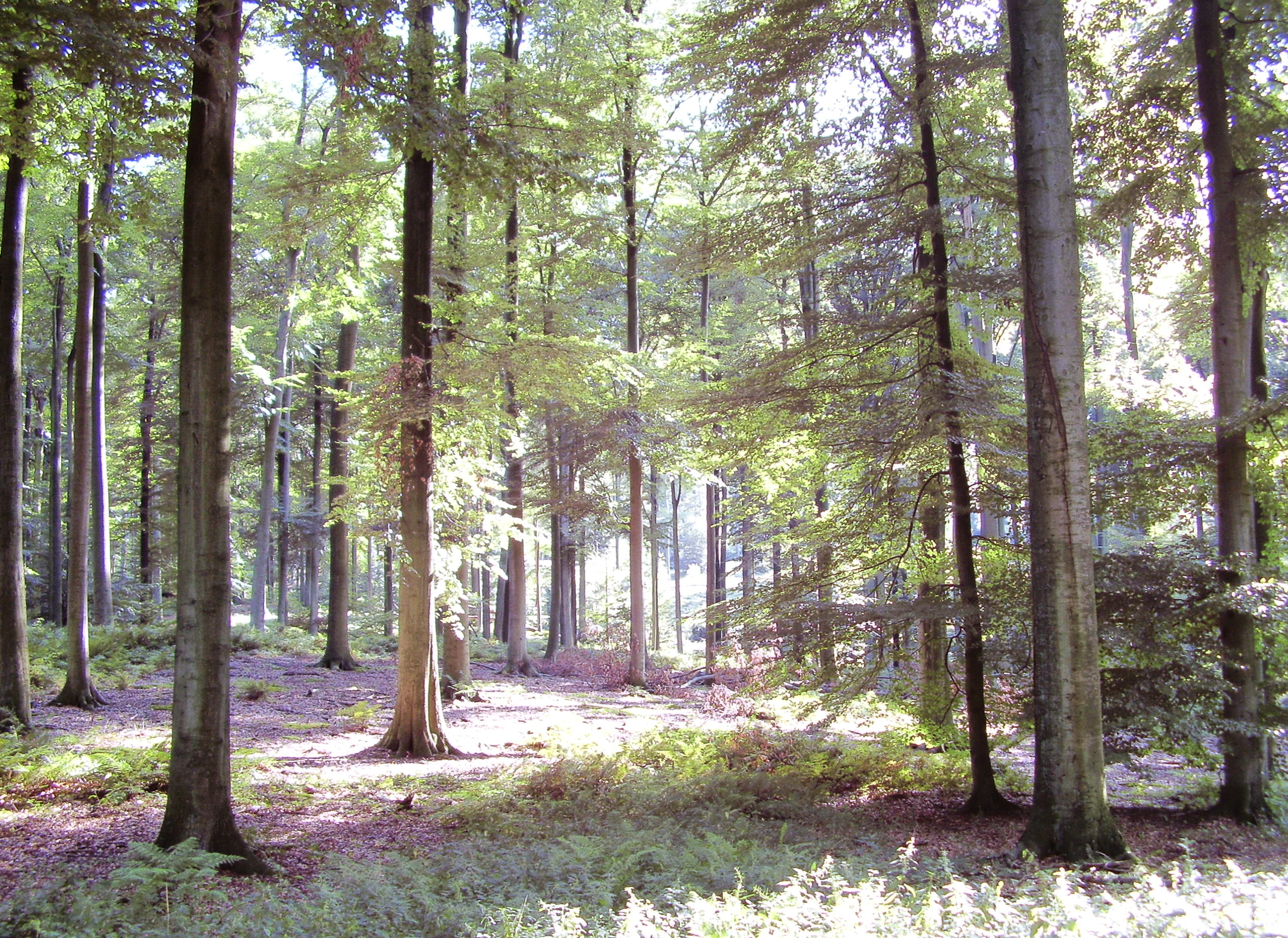
Une hêtraie

Selon le substrat on peut différencier : sur grès et alluvions anciennes, la hêtraie silicicole avec le hêtre (Fagus sylvatica), le chêne sessile (Quercus petraea), la myrtille (Vaccinium myrtillus), la fougère aigle (Pteridium aquilinum), le chèvrefeuille (Lonicera periclymenum)... Sur argile à silex ou limons, la hêtraie sur sol brun, avec le hêtre (Fagus sylvatica), le charme (Carpinus betulus), l'érable sycomore (Acer pseudoplatanus), le houx (Ilex aquifolium), l'aspérule odorante (Galium odoratum), la mercuriale (Mercurialis perennis), le millet des bois (Milium effusum), la mélique (Melica uniflora), ... Sur calcaires grossier ou la craie, où les sols sont minces (type rendzine), le hêtre (Fagus sylvatica) est accompagné du troène (Ligustrum vulgare), du cornouiller (Cornus mas), du fusain (Euonymus europaeus), de nombreuses orchidées, de l'aspérule odorante (Galium odoratum), de la mercuriale (Mercurialis perennis), ...

## Voir
- Elhai (Henri), Biogéographie, 1968, Collection U, Armand Colin. Paris.